# Ningxia
Ningxia (wym. [nǐŋɕjâ]; Region Autonomiczny Ningxia Hui; chin: 宁夏回族自治区; pinyin: Níngxià Huízú Zìzhìqū) – region autonomiczny w północnych Chinach. Ningxia graniczy z prowincjami: Shaanxi, Gansu oraz z regionem autonomicznym Mongolia Wewnętrzna. Przez jego terytorium przepływa Żółta Rzeka. Większość obszaru ma charakter pustynny lub półpustynny.

## Geografia
Region obejmuje zachodnie obszary Wyżyny Lessowej, ograniczone od zachodu szeroką doliną rzeki Huang He. Na zachód od rzeki ciągnie się równolegle do niej pasmo gór Helan Shan, a dalej pustynna równina.
Panuje klimat umiarkowany kontynentalny - ciepły i suchy. Średnie temperatury: styczeń:  - 10 °C, lipiec: 23 °C. Roczna suma opadów ok. 100 mm (opady głównie w porze letniej). Często występują burze piaskowe.

## Demografia
Ningxia jest pierwotną siedzibą ludu Hui, który językowo nie różni się od ludu Han (głównej grupy ludności Chin) ale od wieków wyznaje islam, który został przyjęty w wyniku kontaktów z muzułmańskimi kupcami.
Pod względem etnicznym ludność jest mieszana. Składa się z Hui, stanowiących prawdopodobnie około 50% ludności, oraz Chińczyków Han i nielicznych Mongołów.

## Historia
Do końca dynastii Qing tereny obecnego regionu Ningxia były częścią Mongolii Wewnętrznej. W 1914 roku obszar ten został wydzielony i włączony do prowincji Gansu. W 1928 roku utworzono odrębną prowincję Ningxia.
Po utworzeniu Chińskiej Republiki Ludowej Ningxia została w 1954 roku ponownie włączona do prowincji Gansu, jednak już 4 lata później na nowo ją wydzielono, nadając jej wówczas status regionu autonomicznego.

## Gospodarka
Region ten jest jednym z najuboższych obszarów Chin (zajmuje przedostatnie miejsce przed Tybetem pod względem wytwarzanego PKB). Podstawą gospodarki jest rolnictwo. Stosunkowo dobre warunki dla rolnictwa stwarza osłonięcie rejonów nawadnianych od suchych wiatrów północno-zachodnich przez góry Helan Shan. Uprawia się m.in.:  ryż, pszenicę, proso, kukurydzę a z roślin przemysłowych: bawełnę, len zwyczajny, sezam, buraki cukrowe. Duże znaczenie ma także hodowla koni, wielbłądów, owiec. Występują tu takie kopaliny jak: ropa naftowa, rudy żelaza, srebro, fosforyty, kaolin, węgiel kamienny. Istnieje słabo rozwinięty przemysł włókienniczy, spożywczy, maszynowy, chemiczny i hutniczy.
Do aktywizacji tego zaniedbanego obszaru przyczyniła się budowa linii kolejowej Baotou-Lanzhou w 1958 roku. Z surowców mineralnych duże znaczenie ma eksploatacja soli ze słonego
jeziora Jilantai Yanchi. Zbudowana dla wywozu soli linia kolejowa o długości 120 km, łączy je z koleją Baotou-Lanzhou. 

## Podział administracyjny
Ningxia dzieli się na 5 prefektur miejskich:
| Mapa                    | Lp.        | Nazwa    | Chiński        | Hanyu pinyin       | Siedziba |
| ----------------------- | ---------- | -------- | -------------- | ------------------ | -------- |
|                         |            |          |                |                    |          |
| — Prefektury miejskie — |            |          |                |                    |          |
| 1                       | Yinchuan   | 银川市   | Yínchuān Shì   | Dzielnica Xingqing |          |
| 2                       | Shizuishan | 石嘴山市 | Shízuǐshān Shì | Dzielnica Dawukou  |          |
| 3                       | Wuzhong    | 吴忠市   | Wúzhōng Shì    | Dzielnica Litong   |          |
| 4                       | Zhongwei   | 中卫市   | Zhōngwèi Shì   | Dzielnica Shapotou |          |
| 5                       | Guyuan     | 固原市   | Gùyuán Shì     | Dzielnica Yuanzhou |          |